# Aleksander Warchałowski
Aleksander Warchałowski, ps. „Rychlik” (ur. 2 marca 1897 w Przeworsku, zm. ?) – oficer piechoty Wojska Polskiego II RP, Armii Krajowej i Polskich Sił Zbrojnych na Zachodzie.

## Życiorys
Urodził się 27 marca 1897 w Przeworsku. Po odzyskaniu przez Polskę niepodległości został przyjęty do Wojska Polskiego. Został awansowany do stopnia porucznika łączności ze starszeństwem z dniem 1 lipca 1923, a następnie do stopnia kapitana łączności ze starszeństwem z dniem 15 sierpnia 1924. W latach 20. był oficerem 1 pułku łączności, w tym w 1924 jako oficer nadetatowy 1 pułku łączności był w kadrze Centralnego Zakładu Wojsk Łączności, a w 1928 był skierowany do Instytutu Badań Inżynierii. Stamtąd w 1930 został przeniesiony do dowództwa 1 Grupy Łączności, gdzie służył w kolejnych latach.
Podczas II wojny światowej i trwającej okupacji niemieckiej został oficerem Armii Krajowej używając pseudonimu „Rychlik”. Służył w Oddziale V Łączności Komendy Głównej Armii Krajowej. W stopniu kapitana uczestniczył w powstaniu warszawskim. Po upadku powstania został wzięty przez Niemców do niewoli.
Po wojnie pozostał na emigracji. W 1963 został awansowany do stopnia majora łączności.

## Ordery i odznaczenia
- Krzyż Niepodległości (24 października 1931)[13]
- Krzyż Walecznych (dwukrotnie)
- Złoty Krzyż Zasługi (dwukrotnie: po raz drugi 2 września 1964[14])
- Medal 10 Rocznicy Wojny Niepodległościowej (Łotwa)[15]